# Ludwig von Gebsattel

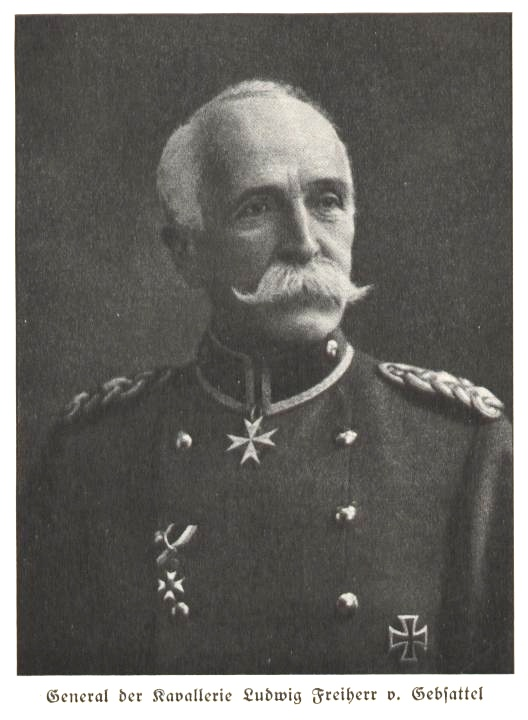
Ludwig Freiherr von Gebsattel

 Ludwig Hermann Freiherr von Gebsattel  (* 15. Januar 1857 in Würzburg; † 20. September 1930 in München) war ein bayerischer Offizier, zuletzt General der Kavallerie sowie Inhaber des Militär-Max-Joseph-Ordens. 

## Leben

### Herkunft
Ludwig war der Sohn von Victor Emil Freiherr von Gebsattel, Hofmarschall der Königinwitwe von Griechenland, und dessen Gemahlin Emma, geborene Freiin von Guttenberg. Sein älterer Bruder war General der Kavallerie Konstantin von Gebsattel.

### Militärkarriere
Nach seiner Schulzeit in einem Humanistischen Gymnasium wurde er als Zögling in der Pagerie aufgenommen. Am 7. August 1875 trat er als Portepéefähnrich im 1. Ulanen-Regiment der Bayerischen Armee ein, in dem er am 23. November 1877 zum Secondeleutnant befördert wurde.
Während seiner Kommandierung zur Kriegsakademie (1887 bis 1890) wurde er mit dem 31. Oktober 1888 zum Premierleutnant befördert. Am 1. November 1891 erhielt er ein Kommando zum Generalstab für die Dauer eines Jahres, wurde jedoch schon am 6. Mai 1892 zum Adjutanten der 1. Kavallerie-Brigade ernannt und zum Stab der IV. Armee-Inspektion kommandiert. Am 25. August 1892 zum Rittmeister befördert, wurde er am 20. September 1892 zum Eskadron-Chef im 1. Ulanen-Regiment ernannt. Mit dem 4. Februar 1897 erfolgte die Versetzung zur Zentralstelle des Generalstabes. Am 28. Oktober 1897 wurde Freiherr von Gebsattel zum Major befördert und zur 2. Division versetzt. Am 1. Oktober 1899 wurde er für zwei Jahre zum preußischen Großen Generalstab kommandiert. Am 12. August 1900 erhielt er ein Kommando als Generalstabsoffizier beim Armee-Oberkommando des ostasiatischen Expeditionskorps unter Oberst Maximilian Graf Yorck von Wartenburg in Peking. Am 8. August 1901 erfolgte die Rückstellung zur Zentralstelle des Generalstabes und er wurde zum Generalstab des II. Armee-Korps versetzt. Am 11. Februar erhielt er eine ausdrückliche Anerkennung vom Kriegsministerium wegen seiner Notizen über die verbündeten Kontingente im Chinafeldzug. Am 8. Juni 1902 wurde er zum Chef des Generalstabes des III. Armee-Korps ernannt und in dieser Funktion am 14. Juli 1902 zum Oberstleutnant befördert. Ab dem 3. März 1904 war Gebsattel als Militärischer Bevollmächtigter in Berlin und als Bevollmächtigter beim Bundesrat des Deutschen Reiches tätig. Am 21. September 1904 wurde er zum Oberst befördert. Im August 1906 nahm er an den Kaiser-Manövern des XIII. und XVIII. Armee-Korps teil. Am 15. August 1906 wurden ihm Rang und Gebühren eines Brigade-Kommandeurs verliehen, am 8. März 1907 wurde er tatsächlich zum Generalmajor und Brigade-Kommandeur ernannt. Am 22. April 1910 zum Generalleutnant befördert, übernahm er am 15. Dezember 1911 das Kommando über die 2. Division. Mit dem 19. März 1914 wurde zum General der Kavallerie und zum Kommandierenden General des III. Armee-Korps ernannt.

#### Erster Weltkrieg
Bis 2. August 1914 ließ Gebsattel sein III. Armee-Korps südostwärts Metz bei Remilly und Falkenberg aufmarschieren. Am 16. August 1914 führte er das Korps befehlsgemäß auf das westliche Ufer der Deutschen Nied zurück. Im Zuge der Schlacht in Lothringen ging er am 20. August 1914 nach Süden vor, durchstieß die Linien der französischen 68. Reserve-Division bei Delme und erreichte bis 21. August abends die Linie Delme-Fresnes. Von der 6. Armee erhielt er nun den Befehl, den Feind gegen die Meurthe zu verfolgen und dabei die rechte Flanke der Armee gegen Nancy zu decken. Nachdem er noch bis Maixe und über den Rhein-Marne-Kanal vordringen konnte, wurde er zunächst durch einen Gegenangriff des französischen XX. Armee-Korps und Teilen des französischen IX. Armee-Korps zum Stehen gebracht. Danach ließ er seine Truppen in Stellung gehen. Am 12. September 1914 rückte er mit seinem Korps ostwärts Nancy vom Feind unbemerkt ab und erreichte bis 19. September 1914 Metz (→ Festung Metz). Hier wurde er der Armeeabteilung Strantz unterstellt und erhielt den Auftrag, von Champley aus über die Côtes Lorraines auf St. Bénoit vorzustoßen. Mit Schwerpunkt rechts ließ er die seine 6. Infanterie-Division rasch über die Maashöhen auf St. Mihiel vorstoßen. Nachdem ein französischer Angriff in die Nordflanke aus der Bewegung pariert wurde, befahl er bereits am 24. September 1914 die Wegnahme des östlichen Maasufers und des Forts Camp des Romains. Am 24. September nachmittags war St. Mihiel in deutscher Hand, die Brücke über die Maas nach Chauvoncourt im Handstreich genommen und ein Brückenkopf gebildet. Obwohl das Fort Camp des Romains durch die schwere Artillerie noch nicht vollständig sturmreif geschossen war, wagte er den Angriff auf das Fort, das am 25. September 1914 erstürmt wurde. Hierfür erhielt er das Ritterkreuz des Militär-Max-Joseph-Ordens Nr. 27 „wegen seines mutigen und entschlossenen Handelns bei der Wegnahme des Forts Camp des Romains“, zumal es seinen benachbarten Großverbänden nicht gelang, bis an die Maas vorzudringen.
Am 8. Oktober 1914 nahm er die Ersatz-Division auf und befahl ihr, sich im Ailly-Wald einzugraben. Die im Oktober und November 1914 vorgetragenen französischen Angriffe konnte er ohne Geländeverlust allesamt abweisen. Von Ende März 1915 an versuchten die Franzosen den Frontvorsprung einzudrücken und gingen in Wäldern von Ailly und Apresmont mittels Sappen und Minenstollen gegen die deutschen Stellungen vor. Mit einem konzentrierten Angriff der 6. Infanterie-Division konnte er die feindlichen Manöver durchkreuzen und seine eigene Lage noch weiter verbessern, so dass für die nächsten Monate keine französischen Angriffe mehr in diesem Frontabschnitt zustande kamen.
Im Zuge der Herbstschlacht in der Champagne von 22. September bis 3. November 1915 konnte er den Verlust der Stellungen südlich Tahure durch den Einsatz der Korps-Reserve (5. Infanterie-Division) am 24. September 1915 zwar verhindern und alle Stellungen behaupten, aber die Division hatte verlor dabei 2000 Mann. Während der Sommeschlacht wurde Gebsattel mit seinem Korps ab dem 8. September 1916 in die Front bei Flers eingeführt, um das schon schwer angeschlagene II. Armee-Korps zunächst zu verstärken und ab 18. September 1916 abzulösen. Am 25. September 1916 konnte er die englischen Angriffe noch abweisen, als die Briten am darauf folgenden Tag mit Tanks über die 6. Infanterie-Division hinwegrollten, konnte er die Linie nur noch mit Hilfe nicht-bayerischen Truppen halten. Am 4. Oktober 1916 wurde er mit dem Orden Pour le Mérite ausgezeichnet. Bis zum 12. Oktober 1916 hielt er den Angriffen der Briten stand und beendete sie vor der Linie Ligny-Le Transloy. Danach übernahm das I. Armee-Korps den Frontabschnitt. Nach den schweren Wochen für das III. Armee-Korps ernannte König Ludwig III. Gebsattel zum Kommandeur des Militär-Max-Joseph-Ordens „wegen seiner hervorragenden Leistungen als Führer des III. b. Armeekorps in den Kriegsjahren 1914-1916“. Am 12. Januar 1917 übergab er das Kommando über das III. Armee-Korps an Generalleutnant Freiherr von Stein und wurde bald darauf zur Disposition gestellt. Ihm wurde die Stelle des Stellvertretenden Kommandierenden Generals des II. Armee-Korps übertragen. 1919 wurde er von der Kriegsverwendung enthoben und ehrenvoll aus der Armee verabschiedet.

### Familie
Gebsattel heiratete am 26. Februar 1883 in Moskau Sophia Olsufjew (1858–1934). Aus der Ehe gingen zwei Kinder hervor:
- Hans (1884–1926) ⚭ 1910 Ilse Pescatore (* 1882)
- Maria (1885–1958)